# Glenea sophronia
Glenea sophronia là một loài bọ cánh cứng trong họ Cerambycidae.